# Pseudoliparis amblystomopsis
Pseudoliparis amblystomopsis (Syn.: Careproctus amblystomopsis) ist ein Tiefseefisch aus der Familie der Scheibenbäuche (Liparidae). Er lebt im nordwestlichen Pazifik in sehr großen Tiefen von 3110 bis über 8000 Metern und wurde im Japangraben und im Kurilengraben nachgewiesen. Der Holotyp wurde in einer Tiefe von 7210 bis 7230 Meter im Kurilengraben gefangen. Filmaufnahmen aus dem Jahr 2008, die eine kleine Gruppe der Fische über einen Köder zeigen, stammen aus einer Tiefe von 7703 Metern. Lediglich ein Exemplar von Abyssobrotula galatheae wurde in einer noch größeren Tiefe geborgen (8370 Meter im Puerto-Rico-Graben) und war zum Zeitpunkt des Fangs allerdings schon tot. Bis zur Entdeckung von Pseudoliparis swirei galt Pseudoliparis amblystomopsis als die am tiefsten vorkommende Fischart.

## Merkmale
Pseudoliparis amblystomopsis wird etwa 22 bis 24 cm lang. Wie alle Scheibenbäuche hat er einen langgestreckten Körper, der hinten seitlich abgeflacht und von einem Flossensaum aus zusammengewachsener Rücken-, Schwanz- und Afterflosse umgeben ist. Die größte Körperhöhe liegt bei 20 % der Standardlänge, die Kopflänge beträgt 21 %, die Kopfbreite 20 % und die Kopfhöhe etwa 17 % der Standardlänge. Die Rückenflosse wird beim Holotyp von 49 Flossenstrahlen gestützt, die Afterflosse von 43. Bei den Brustflossen sind es 30, bei der Schwanzflosse 11 Hauptflossenstrahlen.

## Lebensweise
Pseudoliparis amblystomopsis ist bisher nur aus dem Japangraben und Kurilengraben bekannt, wo er wahrscheinlich endemisch ist. Ein Pseudoliparis amblystomopsis-Exemplar konnte im Japangraben in einer Tiefe von 6945 m gefilmt werden. Zur Fortbewegung nutzte es synchron Brustflossen und Schwanzflosse und schnappte nach Flohkrebsen. Ob diese gefressen wurden, konnte nicht festgestellt werden.